# Trematon Castle
Trematon Castle är en lämning efter en medeltida motteborg i England. Den ligger i grevskapet Cornwall, 7 km väster om Plymouth. 